# Karol Szemiot
Karol Szemiot (ur. 25 grudnia 1872 w Brześciu, zm. po 1933) – pułkownik piechoty Wojska Polskiego.

## Życiorys
Urodził się 25 grudnia 1872 w Brześciu, w rodzinie Karola. Był katolikiem i młodszym bratem Aleksandra (1868–1919), oficera armii rosyjskiej, a później podpułkownika Wojska Polskiego.
1 września 1891, po ukończeniu korpusu kadetów, wstąpił do 3. Aleksandryjskiej Szkoły Wojskowej (ros. 3-е Александровское военное училище) w Moskwie. 7 sierpnia 1893 zakończył naukę, został mianowany podporucznikiem ze starszeństwem z 4 sierpnia 1892 i wcielony do 54 mińskiego pułku piechoty, który wchodził w skład 14 Dywizji Piechoty. Na porucznika został awansowany ze starszeństwem z 4 sierpnia 1896, sztabskapitana ze starszeństwem z 4 sierpnia 1900, a kapitana ze starszeństwem z 4 sierpnia 1904. W latach 1904–1905 walczył na Wojnie rosyjsko-japońskiej. 19 października 1905 został przeniesiony do 55 podolskiego pułku piechoty, w tej samej dywizji.
10 grudnia 1918 objął dowództwo 29 pułku piechoty ziemi kaliskiej. 10 czerwca 1919 na czele pułku wyruszył na wojnę z Ukraińcami. 15 kwietnia 1919 został formalnie przyjęty do Wojska Polskiego z zatwierdzeniem posiadanego stopnia podpułkownika i mianowany z dniem 7 grudnia 1918 dowódcą 29 pułku piechoty. Dowództwo pułku sprawował do 13 lipca 1919.
14 marca 1920 objął dowództwo 150 pułku strzelców kresowych. Na jego czele wziął udział w wyprawie kijowskiej. 30 marca 1920 został zwolniony z dowództwa 150 psk i mianowany dowódcą 54 pułku strzelców kresowych. 22 maja 1920, jako „dowódca 54 pułku piechoty”, został zatwierdzony z dniem 1 kwietnia 1920 w stopniu pułkownika piechoty, w grupie oficerów byłych Korpusów Wschodnich i byłej armii rosyjskiej. Od 27 czerwca do 24 lipca 1920 dowodził 54 pp.
3 maja 1922 został zweryfikowany w stopniu pułkownika ze starszeństwem z dniem 1 czerwca 1919 i 11. lokatą w korpusie oficerów piechoty. Dowodził 6 Dywizją Piechoty w Krakowie.
Z dniem 1 sierpnia 1923 został mianowany dowódcą 29 Dywizji Piechoty w Grodnie. Od 15 listopada 1923 do 15 sierpnia 1924 był słuchaczem I Kursu Centrum Wyższych Studiów Wojskowych w Warszawie. 3 grudnia 1924 został zwolniony ze stanowiska dowódcy 29 DP i mianowany członkiem Oficerskiego Trybunału Orzekającego. Pełniąc służbę w 6 i 29 DP oraz OTO pozostawał oficerem nadetatowym 20 pułku piechoty, a od marca 1925 – 81 pułku piechoty. Z dniem 1 marca 1927 został mu udzielony dwumiesięczny urlop z zachowaniem uposażenia, a z dniem 30 kwietnia tego roku został przeniesiony w stan spoczynku. Mieszkał w Wołominie. W 1934, jako oficer stanu spoczynku pozostawał w ewidencji Powiatowej Komendy Uzupełnień Mińsk Mazowiecki. Posiadał przydział do Oficerskiej Kadry Okręgowej Nr I. Był wówczas „w dyspozycji dowódcy Okręgu Korpusu Nr VII”.

## Ordery i odznaczenia
- Krzyż Walecznych trzykrotnie – 1921[24][18][19][2]
- Order Świętej Anny 3 stopnia – 1909[1]
- Order Świętego Stanisława 3 stopnia z mieczami i kokardą – 1905[1]
- Order Świętej Anny 4 stopnia – 1905[1]
- Krzyż Komandorski Orderu Gwiazdy Rumunii – Rumunia, zezwolenie 1923[25]

30 października 1933 Komitet Krzyża i Medalu Niepodległości odrzucił wniosek o nadanie mu tego odznaczenia „z powodu braku pracy niepodległościowej”.